# Cuevas Minadas
Cuevas Minadas fue una localidad española ubicada en el término municipal guadalajareño de Corduente, en la comunidad autónoma de Castilla-La Mancha. En la actualidad el lugar está ocupado por una finca particular.

## Geografía
El lugar está atravesado por el cauce del río Bullones. En el siglo XIX se comenta cómo «en todas direcciones se encuentra monte bien poblado de pinos, sabinas y otros arboles».

## Historia
A mediados del siglo XIX, el lugar, por entonces con ayuntamiento propio, contaba con una población censada de 35 habitantes. La localidad aparece descrita en el séptimo volumen del Diccionario geográfico-estadístico-histórico de España y sus posesiones de Ultramar de Pascual Madoz de la siguiente manera:

CUEVAS-MINADAS: l. con ayunt. en la prov. de Guadalajara (15 leg.) , part. jud. de Molina (2 y 1/2), aud. terr. de Madrid (23), c. g. de Castilla la Nueva, dióc. de Sigüenza (10). sit. en un barranco á las márg. del riach. Bullones que le divide por mitad, le combaten los vientos N. y E. que hacen su clima frio y propenso á catarrales: tiene 10 casas, entre ellas una del sñor territorial del pueblo, en la cual se celebran las sesiones del ayunt., y hay una habitacion destinada para cárcel; la igl. parr. dedicado á la Purísima Concepcion, está servida por el cura de la de Lebrancon. térm. confina N. Torete; E. Ventosa; S. Valhermoso y Escalera, y O. Lebrancon; dentro de él se encuentran varias fuentes de buenas aguas, entre ellas una termal llamada Baños de la Yugada y mas comunmente Baños de la Hoz, tiene dos pilas sin techado alguno, concurren algunos á bañarse y se hospedan en un santuario que hay fuera de la jurisd., titulado Ntra. Sra. de la Hoz, del cual sin duda han tomado la nominacion dichos baños; hacia el N. y S. del pueblo, se encuentran cerros de piedra, y en ellos varias cuevas alguna de ellas de bastante estension: el terreno es quebrado, con algunos valles de buena calidad; le fertilizan en parte el indicado riach. Bullones, y el Gallo que sirve de línea divisoria con el térm. de Torete; en todas direcciones se encuentra monte bien poblado de pinos, sabinas y otros arboles. caminos: los que dirigen á los pueblos limítrofes, de herradura y penosos. correo: se recibe y despacha un día á la semana en la adm. de Molina, por un cartero que pagan varios pueblos. prod.: trigo, cebada, centeno, avena, garbanzos, lentejas, guijas, yeros, judías, patatas, verduras, cera y buena miel; se cria ganado lanar, cabrio, mular, asnal y de cerda, muchas gallinas y otras aves domésticas; hay caza de perdices, palomas, liebres, conejos, ciervos, corzos, lobos y zorras, y en el Gallo se pescan truchas, barbos y anguilas de buena calidad. ind.: la agrícola y un molino harinero. comercio: esportacion de frutos sobrantes y algun ganado á los mercados de Molina, donde se surten de los art. que faltan, escepto el vino y aceite que se importan de Aragon y la Alcarria. pobl.: 9 vec., 35 alm. cap. prod.: 190,000 reales. imp.: 13,500. contr.: 740 presupuesto municipal es alterable y se cubre por reparto vecinal.
(Madoz, 1847, pp. 273-274)

Hacia 1857 el municipio de Cuevas Minadas desapareció al ser incorporado al de Lebrancón. En la actualidad se trata de una finca particular.